# MV Wakashio
El MV Wakashio (en japonès:わかしお, literalment marea jove) és un vaixell de càrrega a granel construït el maig de l'any 2007, de 299,5 metres de llarg i 50 metres de mànega (amplada).

## Història
La nau es va construir sota el número de construcció 046 en la drassana de la Universal Shipbuilding Corporation, que des de l'any 2013 forma part de l'empresa Japan Marine United, en Tsu. La col·locació de la quilla va tenir lloc el 23 de setembre de 2004, l'avarament va tenir lloc el 9 de març de 2007. La nau va ser acabada el 30 de maig de 2007.
El vaixell de bandera panamenya és propietat d'Okiyo Maritime Corp i és operat per la companyia japonesa Nagashiki Shipping. El vaixell és operat sota un contracte de temps amb Mitsui O.S.K. Lines.
El 25 de juliol de 2020, per raons que no són clares, el vaixell buit va quedar encallat enfront de la costa oriental de l'illa de Maurici, prop de la ciutat de Mahébourg, en el seu camí de Singapur al Brasil. A bord hi havia 20 mariners de l'Índia, Sri Lanka i Filipines, que van ser trets del vaixell després que encallés. Els dipòsits de combustible contenien unes 4.000 tones de combustible marí i 200 tones de dièsel. Malgrat els intents de salvar el vaixell, un dels tancs de combustible es va perforar a causa de l'onatge, també com a resultat de les males condicions meteorològiques, la qual cosa va provocar una fugida de petroli del tanc i va causar la contaminació per petroli. Les barreres dissenyades per la contenció de petroli van ser parades al voltant del vaixell per a contenir la fugida de petroli. Els pròxims aiguamolls de Ramsar Pointe d'Esny i el Parc Marí de Blue Bay també estan amenaçats.

## Especificacions tècniques
La nau està propulsada per un motor dièsel de dos temps i sis cilindres amb una potència de 16.860 kW. El motor del fabricant Mitsui Engineering & Shipbuilding Co. actua sobre una hèlix. Quatre grups electrògens dièsel amb una potència aparent de 2.275 kVA estan disponibles per a la generació d'energia a bord.
La nau té nou bodeges de càrrega, que es tanquen amb tapes d'escotilles que s'obren als costats. La capacitat de les bodegues de càrrega és de 217.968 m³, el tonatge de pes mort del vaixell és de 203.130 tdw.